# Coulanges (Allier)
Pour les articles homonymes, voir Coulanges.
Coulanges est une commune française située dans le département de l'Allier, en région Auvergne-Rhône-Alpes.

## Géographie

### Localisation
La commune se situe sur la rive gauche (côté sud) de la Loire, à la limite de la Saône-et-Loire. Elle se trouve dans les Basses Marches du Bourbonnais.
Digoin est à 10 km à l'est.

### Communes limitrophes
Ses sept communes limitrophes sont :
| Pierrefitte-sur-Loire | Perrigny-sur-Loire (S.-et-L.) Saint-Agnan (S.-et-L.) |         |
| Saligny-sur-Roudon    | Coulanges                                            | Molinet |
| Monétay-sur-Loire     | Le Pin                                               |         |

### Voies de communication et transports
La commune est traversée par l'autoroute A79 (portion de la route Centre-Europe Atlantique, RCEA, et de la route européenne 62, ancienne route nationale 79), ainsi que par la route départementale 779 passant par le bourg (rue Nationale).
La route départementale 59 (route de Monétay) relie la D 779 à deux kilomètres à l'est du bourg et Monétay-sur-Loire. La route départementale 595 relie le bourg au Bois des Forges, au sud, de l'autre côté de la RCEA.
Le canal latéral à la Loire traverse la commune. L'écluse de Talenne est à quelques dizaines de mètres en amont du bourg.

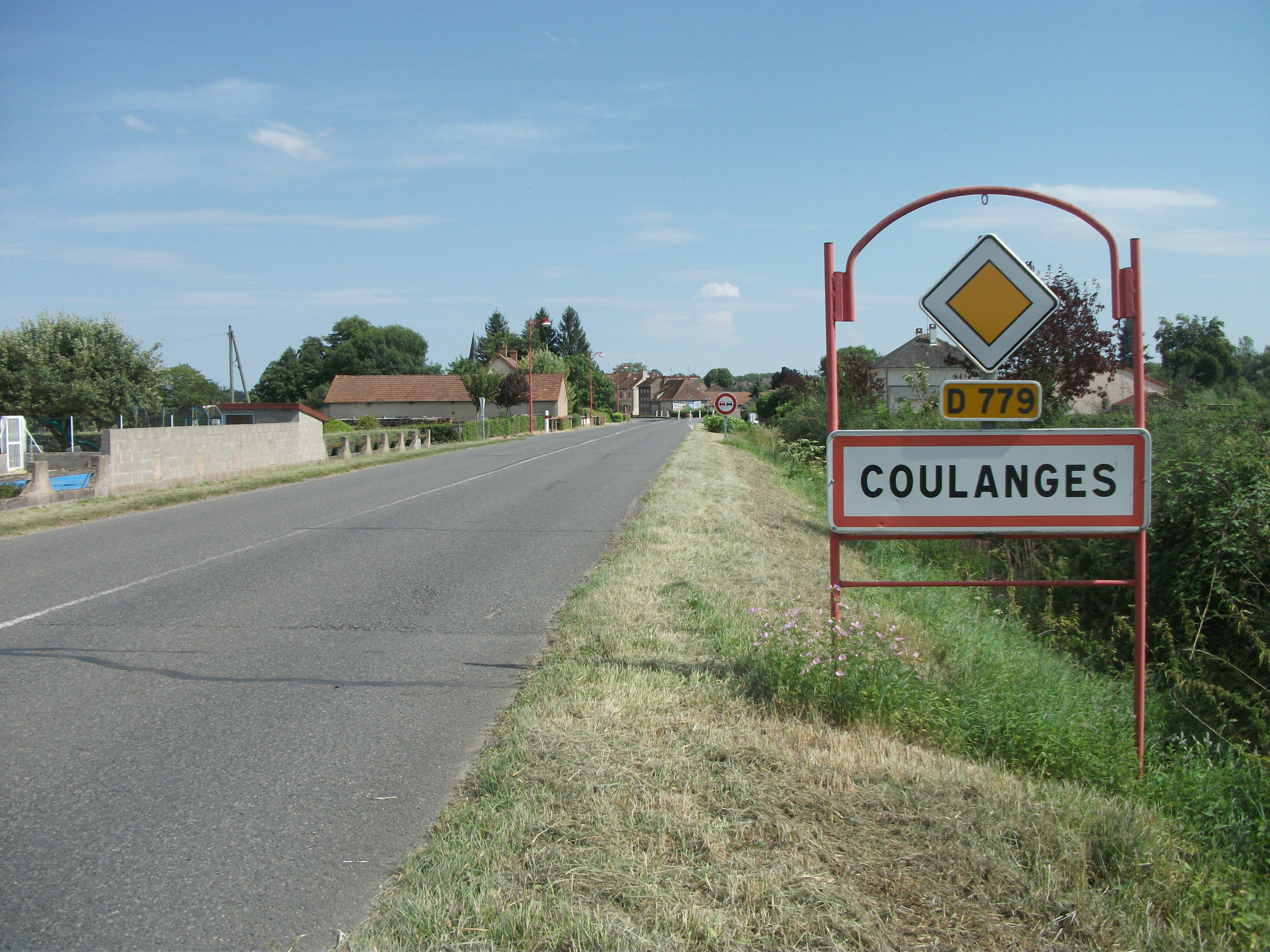
Entrée ouest du village par la D 779 dans le sens Moulins - Digoin.
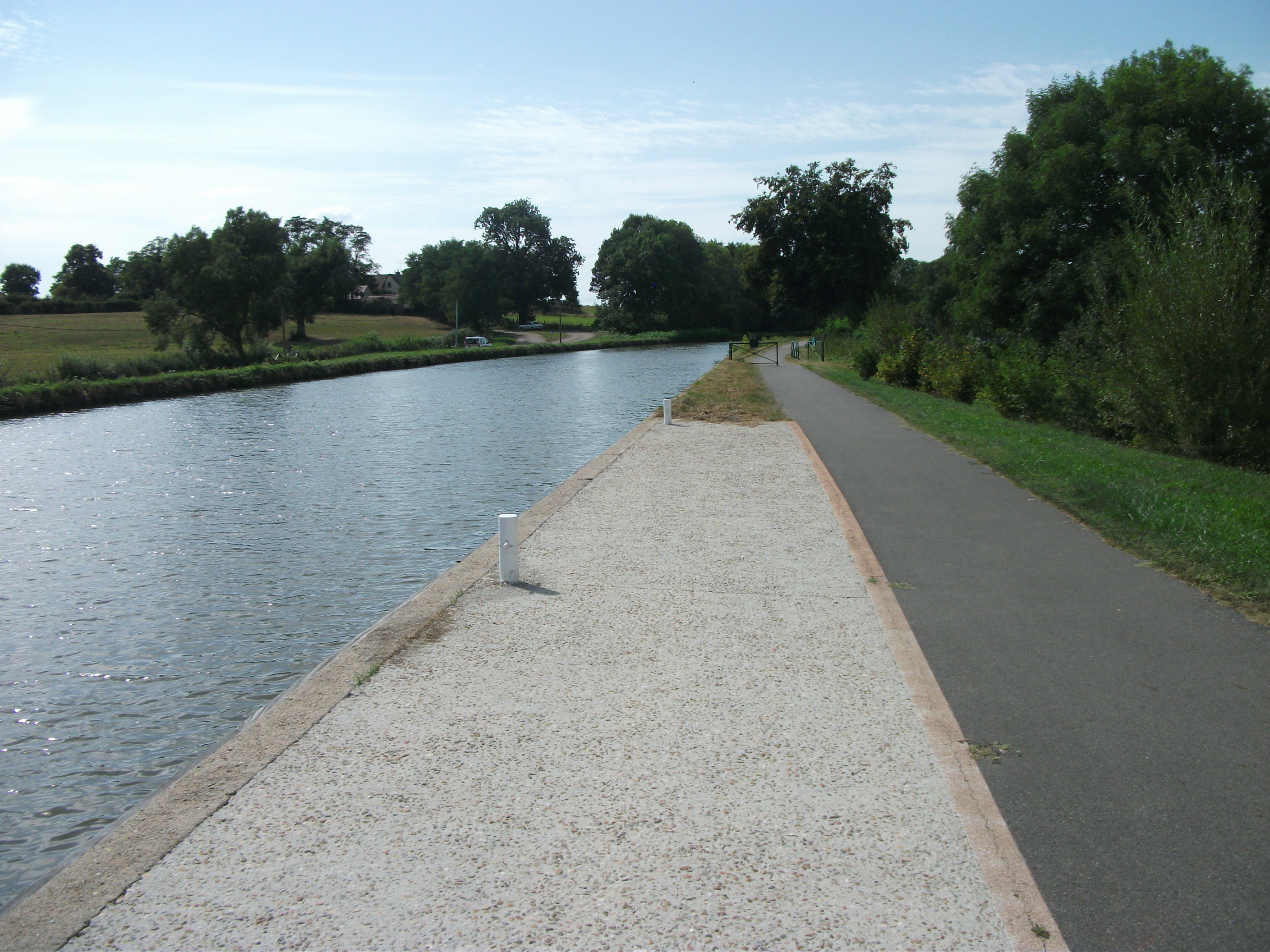
Canal latéral à la Loire et voie verte.

### Climat
Pour des articles plus généraux, voir Climat d'Auvergne-Rhône-Alpes et Climat de l'Allier.
En 2010, le climat de la commune est de type climat océanique dégradé des plaines du Centre et du Nord, selon une étude du CNRS s'appuyant sur une série de données couvrant la période 1971-2000. En 2020, Météo-France publie une typologie des climats de la France métropolitaine dans laquelle la commune est exposée à un climat océanique altéré et est dans la région climatique Centre et contreforts nord du Massif Central, caractérisée par un air sec en été et un bon ensoleillement.
Pour la période 1971-2000, la température annuelle moyenne est de 11,1 °C, avec une amplitude thermique annuelle de 16,7 °C. Le cumul annuel moyen de précipitations est de 821 mm, avec 11,8 jours de précipitations en janvier et 7,5 jours en juillet. Pour la période 1991-2020, la température moyenne annuelle observée sur la station météorologique de Météo-France la plus proche, sur la commune de Diou à 10 km à vol d'oiseau, est de 12,1 °C et le cumul annuel moyen de précipitations est de 818,9 mm,. Pour l'avenir, les paramètres climatiques de la commune estimés pour 2050 selon différents scénarios d'émission de gaz à effet de serre sont consultables sur un site dédié publié par Météo-France en novembre 2022.

## Urbanisme

### Typologie
Au 1er janvier 2024, Coulanges est catégorisée commune rurale à habitat dispersé, selon la nouvelle grille communale de densité à 7 niveaux définie par l'Insee en 2022.
Elle est située hors unité urbaine. Par ailleurs la commune fait partie de l'aire d'attraction de Digoin, dont elle est une commune de la couronne,. Cette aire, qui regroupe 8 communes, est catégorisée dans les aires de moins de 50 000 habitants,.

### Occupation des sols

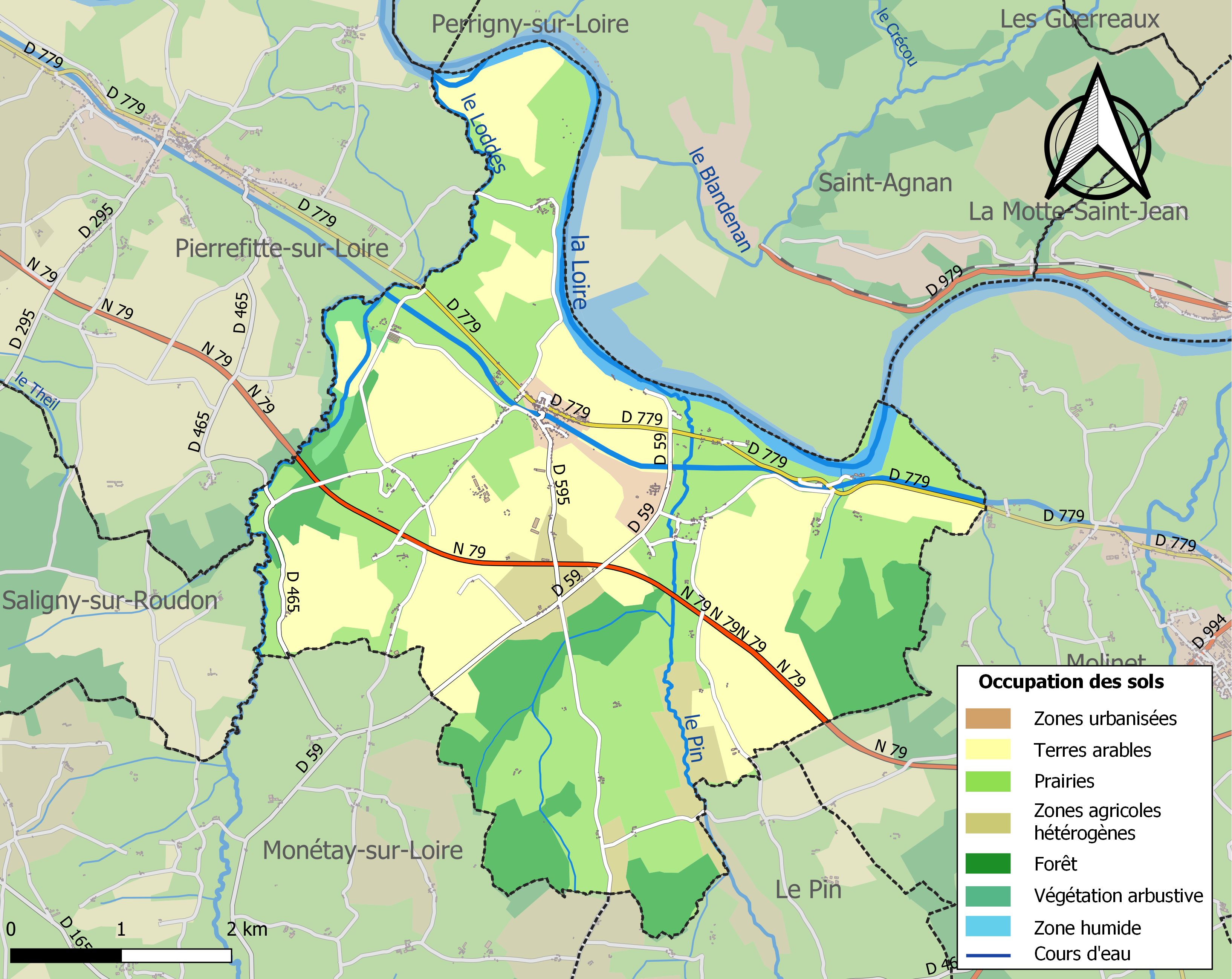
Carte des infrastructures et de l'occupation des sols de la commune en 2018 (CLC).

L'occupation des sols de la commune, telle qu'elle ressort de la base de données européenne d’occupation biophysique des sols Corine Land Cover (CLC), est marquée par l'importance des territoires agricoles (78,9 % en 2018), en diminution par rapport à 1990 (80,3 %). La répartition détaillée en 2018 est la suivante : 
prairies (37,6 %), terres arables (35,9 %), forêts (15 %), zones agricoles hétérogènes (5,4 %), eaux continentales (2,9 %), espaces verts artificialisés, non agricoles (1,2 %), zones urbanisées (1 %), milieux à végétation arbustive et/ou herbacée (1 %).
L'IGN met par ailleurs à disposition un outil en ligne permettant de comparer l'évolution dans le temps de l'occupation des sols de la commune (ou de territoires à des échelles différentes). Plusieurs époques sont accessibles sous forme de cartes ou photos aériennes : la carte de Cassini (XVIIIe siècle), la carte d'état-major (1820-1866) et la période actuelle (1950 à aujourd'hui).

## Toponymie
Le paysan libre obtenait le droit de s'établir dans une colonica dont il était le colon.
Des colonicæ sont apparues dès le VIIIe siècle.

## Histoire
Mortillon est l'un des sites préhistoriques les plus importants de la rive gauche de la Loire. Il inclut des vestiges du Paléolithique, du Néolithique, de l'âge du bronze, de l'âge du fer et de l'époque gallo-romaine.

### Néolithique
Une sépulture néolithique découverte en 1885 au lieu-dit la Michodière contenait, outre les vestiges humains abrités sous de grosses pierres plates, cinq fragments de meules dormantes fortement creusées par un long usage ; deux broyeurs de 264 g chacun, l'un en grès fin compact et l'autre en silex blanc stratifié ; un grattoir finement retouché à l'une de ses extrémités ; une lampe en terre cuite de forme allongée, façonnée entièrement à la main, d'une pâte très rugueuse. 

Autour de la sépulture étaient placés plusieurs vases en terre brune de tailles différentes, sans pied, aux parois fines, lissés à l'extérieur à l'aide d'un ébauchoir, et dont les parois intérieures portent les empreintes de l'« âme » de paille ou foin utilisée dans le processus de façonnage ; ces vases sont tous entièrement brisés par le poids des pierres et de la terre. Plusieurs fragments portaient des anses mamelonnées et perforées transversalement. Plusieurs cols montrent une large ouverture ; et plusieurs sont ornés d'un ruban en saillie, marqués par des pincements saillants obtenus en serrant l'argile entre deux doigts.

### Époque gallo-romaine
Pendant l'hiver 1956-1957 les crues de la Loire ont rongé son talus en rive gauche entre Mortillon et Talenne ; pendant l'étiage de l'été 1957, les docteurs Chigot et J. Michel ont trouvé dans le talus des débris de poteries. Ils ont mis au jour des tessons de sigillée ; et de nombreuses terrines en poterie commune, à lèvre pendante et déversoir, à fond plat, dont certaines portaient une estampille sur la lèvre.

#### Atelier de poterie antique de Mortillon
Un important atelier de poterie antique a été découvert à la fin des années 1950 ou en 1960-1961 près de Mortillon et près du pont de la D779 sur le canal,.

#### Les Hospitaliers
Il existe une ancienne commanderie de l'ordre de Saint-Jean de Jérusalem. En 1374/75, le commandeur de « Colongiis et Pontenay », à savoir Coulanges et Pontenat, est devenue membre de la commanderie de Beugnet au sein du grand prieuré d'Auvergne et ce jusqu'à la Révolution française, date à laquelle ses biens furent aliénés.

### XIVesiècle
Au lieu-dit Talenne, sur les bords de la Loire, a lieu depuis le XIVe siècle la foire de Talenne.

## Politique et administration

### Découpage territorial
Par arrêté préfectoral du 2 janvier 2024, la commune est retirée le 1er janvier 2024 de l'arrondissement de Moulins et rattachée à l'arrondissement de Vichy.

### Liste des maires
Le maire sortant, Daniel Melin, a été réélu à la suite des élections municipales de 2020. Le conseil municipal, réuni le 26 mai 2020 pour élire le maire, a désigné deux adjoints.
| Période                                  | Période                   | Identité     | Étiquette | Qualité                                    |
| ---------------------------------------- | ------------------------- | ------------ | --------- | ------------------------------------------ |
| Les données manquantes sont à compléter. |                           |              |           |                                            |
| avant 2001                               | En cours (au 28 mai 2020) | Daniel Melin | DVG       | Professeur des écoles Réélu le 26 mai 2020 |

## Population et société

### Démographie
L'évolution du nombre d'habitants est connue à travers les recensements de la population effectués dans la commune depuis 1793. Pour les communes de moins de 10 000 habitants, une enquête de recensement portant sur toute la population est réalisée tous les cinq ans, les populations de référence des années intermédiaires étant quant à elles estimées par interpolation ou extrapolation. Pour la commune, le premier recensement exhaustif entrant dans le cadre du nouveau dispositif a été réalisé en 2005.

En 2022, la commune comptait 292 habitants, en évolution de −16,33 % par rapport à 2016 (Allier : −1,38 %, France hors Mayotte : +2,11 %).
| 1793 | 1800 | 1806 | 1821 | 1831 | 1836 | 1841 | 1846 | 1851 |
| ---- | ---- | ---- | ---- | ---- | ---- | ---- | ---- | ---- |
| 612  | 564  | 651  | 707  | 801  | 803  | 723  | 738  | 754  |

| 1856 | 1861 | 1866 | 1872 | 1876 | 1881 | 1886 | 1891 | 1896 |
| ---- | ---- | ---- | ---- | ---- | ---- | ---- | ---- | ---- |
| 769  | 814  | 822  | 795  | 812  | 840  | 788  | 774  | 789  |

| 1901 | 1906 | 1911 | 1921 | 1926 | 1931 | 1936 | 1946 | 1954 |
| ---- | ---- | ---- | ---- | ---- | ---- | ---- | ---- | ---- |
| 789  | 761  | 762  | 606  | 593  | 593  | 592  | 504  | 502  |

| 1962 | 1968 | 1975 | 1982 | 1990 | 1999 | 2005 | 2006 | 2010 |
| ---- | ---- | ---- | ---- | ---- | ---- | ---- | ---- | ---- |
| 512  | 460  | 419  | 329  | 339  | 308  | 305  | 307  | 305  |

| 2015 | 2020 | 2022 | - | - | - | - | - | - |
| ---- | ---- | ---- | - | - | - | - | - | - |
| 340  | 305  | 292  | - | - | - | - | - | - |

## Culture locale et patrimoine

### Lieux et monuments
- L'atelier de poterie antique de Coulanges-Mortillon, usine classée aux monuments historiques.
- Le château de Mortillon est un manoir construit du XVe au XVIIe siècle.
- Église Saint-Révérien de Coulanges .

### Personnalités liées à la commune
- Louis de Chantemerle (1818-1893), sénateur de l'Allier, y est né.